# Caudospora
Caudospora es un género de hongos en el orden Diaporthales, clase Sordariomycetes. La relación de este taxón dentro del orden es desconocida (incertae sedis).